# Theo van Rensburg
Pour les articles homonymes, voir Rensburg.
Pas d'image ? Cliquez ici

a Compétitions nationales et continentales officielles uniquement.

b Matchs officiels uniquement.
Dernière mise à jour le 21 décembre 2024.
Theo Jansen van Rensburg, né le 26 août 1967 à Carletonville (Afrique du Sud), est un joueur de rugby à XV international sud-africain, évoluant au poste d'arrière ou demi d'ouverture.

## Biographie
Il remporte à trois reprises la Currie Cup en 1993 (Transvaal), 1994 (Transvaal) et 1998 (Northern Transvaal).
En 1999, Theo van Rensburg rejoint le FC Grenoble en Élite 1 et dispute notamment la Coupe d'Europe où Grenoble est la seule équipe à battre les Anglais des Northampton Saints
, futurs vainqueurs de l’épreuve.
En 2000, il quitte le FCG et retourne aux Eagles où il joue avec les futurs grenoblois Rickus Lubbe et Lodewyk Hattingh,.

## Palmarès
- Currie Cup
  - Vainqueur (3): 1993[11] (Transvaal), 1994 (Transvaal) et 1998 (Northern Transvaal)